# Răcătău-Răzeși, Bacău
Răcătău-Răzeși este un sat în comuna Horgești din județul Bacău, Moldova, România.

## Personalități
- Paul Anghel (1931 - 1995), romancier, eseist, dramaturg
- Constantin Galeriu (1918 - 2003), preot, profesor